# 새가슴

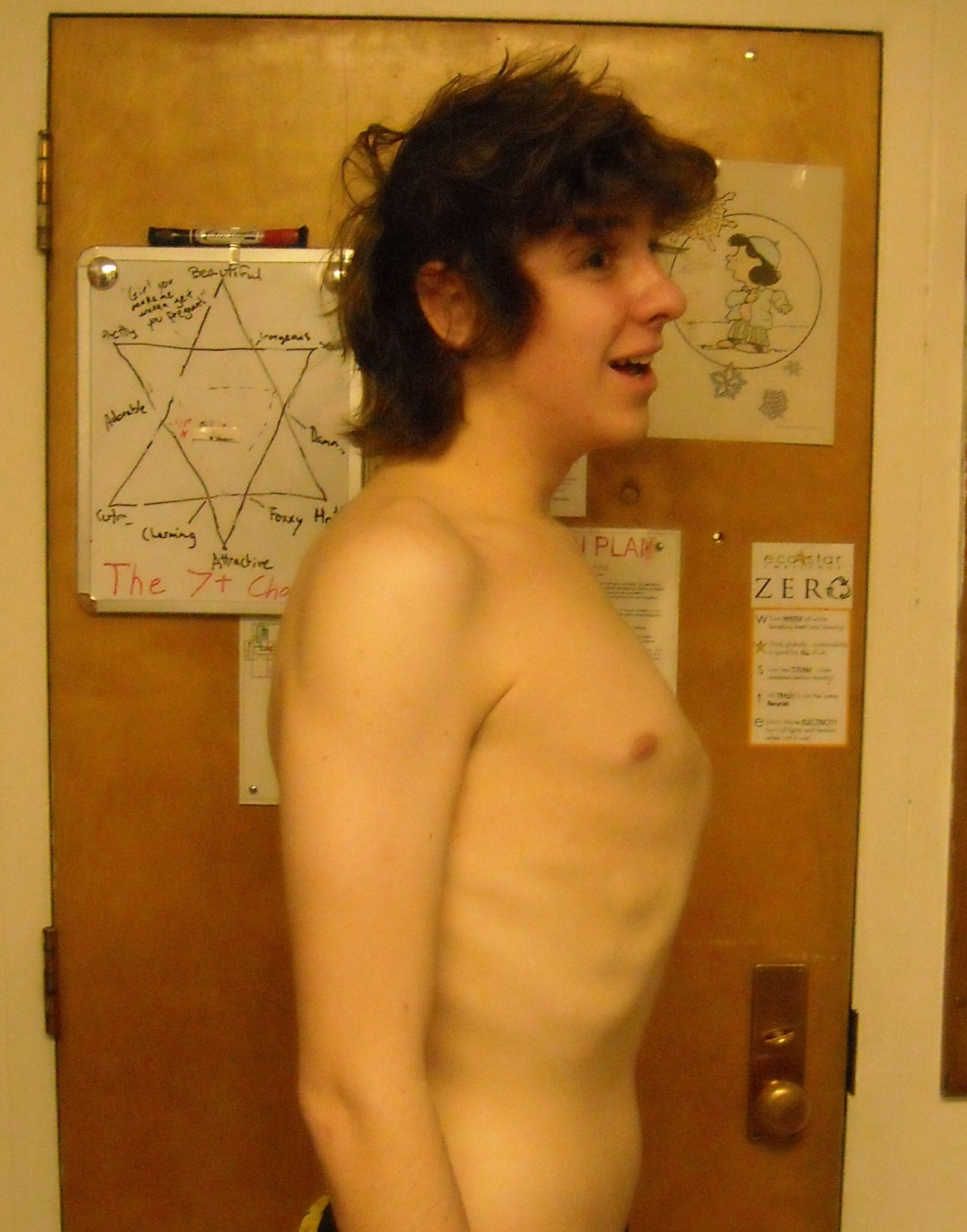

새가슴(Pectus carinatum, pigeon chest)은 복장뼈와 흉곽의 돌출을 특징으로 하는 흉부의 이상형성이다. 관련된 이상형성질환인 오목가슴과는 구별되는 질환이다.
흉부 이상형성질환을 앓는 인구 수는 드문 편이다. 400명 중 1명 꼴로 흉부질환이 있다. 새가슴은 오목가슴에 비해서 드문 편이며, 흉부 이상형성질환을 가진 인구 수 중 약 20%에서만 발생한다. 환자 5명 가운데 약 4명이 남성이다.

## 같이 보기
- 오목가슴